# Čelepinski Vrv
Čelepinski Vrv är ett berg i Kosovo, på gränsen till Nordmakedonien. Det ligger i den södra delen av landet, 90 km söder om huvudstaden Priština. Toppen på Čelepinski Vrv är 2 554 meter över havet, eller 120 meter över den omgivande terrängen. Bredden vid basen är 1,5 km.
Terrängen runt Čelepinski Vrv är kuperad åt nordväst, men åt sydost är den bergig. Runt Čelepinski Vrv är det ganska tätbefolkat, med 160 invånare per kvadratkilometer. Närmaste större samhälle är Dragash, 12,2 km nordväst om Čelepinski Vrv. Omgivningarna runt Čelepinski Vrv är en mosaik av jordbruksmark och naturlig växtlighet.